# Перлівецька сільська рада
| Перлівецька сільська рада — орган місцевого самоврядування у Галицькому районі Івано-Франківської області з адміністративним центром у с. Перлівці. Історична дата утворення: в 1940 році. Водоймища на території, підпорядкованій даній раді: річка Дністер. Сільській раді підпорядковані населені пункти: - с. Перлівці — населення 106 чол.; площа 3,169 кв.км; - с. Острів — населення 183 чол.; площа 6,562 кв.км; - с. Суботів — населення 112 чол.; площа 0,517 кв.км; |

## Склад ради
Рада складається з 12 депутатів та голови.

### Керівний склад ради
| ПІБ                       | Основні відомості                                            | Дата обрання | Дата звільнення |
| ------------------------- | ------------------------------------------------------------ | ------------ | --------------- |
| Головчак Надія Олексіївна | Сільський голова, 2038 року народження, освіта, позапартійна | 26.03.2006   | 31.10.2010      |

Примітка: таблиця складена за даними джерела